# Faro de Mesa Roldán
El faro de Mesa Roldán es un faro situado en la zona volcánica donde se sitúa Mesa Roldán, próximo a la ciudad de Carboneras, en la provincia de Almería, en Andalucía, España. Está gestionado por la Autoridad Portuaria de Almería.

## Historia
Forma parte del Parque natural del Cabo de Gata-Níjar, uno de los espacios naturales españoles afectado por mayor número de figuras de protección, tanto de carácter natural como cultural. Es, junto al arrecife de las Sirenas, uno de los iconos más representativos de la provincia de Almería.